# Micrantheum hexandrum
Micrantheum hexandrum là một loài thực vật có hoa trong họ Picrodendraceae. Loài này được Hook.f. mô tả khoa học đầu tiên năm 1847.